# Rychwałd (Słowacja)
Rychwałd, także Wielka Leśna (słow. Veľká Lesná) – słowacka wieś i gmina (obec) w powiecie Lubowla w kraju preszowskim. W 2011 roku zamieszkiwały ją 473 osoby.

## Geografia
Rychwałd leży w paśmie Magury Spiskiej, w dolinie potoku o nazwie Lesniansky potok. Centrum wsi leży na wysokości 605 m n.p.m. Gmina zajmuje powierzchnię 24,25 km².

## Historia
Wieś po raz pierwszy pojawia się w źródłach pisanych w 1338 roku pod nazwą Richwald, choć była zasiedlona już w latach 1235–1270. Później wzmiankowana jako Ryguald, Richvald, Rychvald, od 1948 nosi nazwę Veľká Lesná. W 1409 roku krakowski kupiec Walldorf podarował połowę wsi kartuzom z Czerwonego Klasztoru. Druga połowę wsi Czerwony Klasztor odkupił w 1507 roku. Według tradycji to tu wyhodowano pierwsze na Spiszu ziemniaki. Pod koniec XVIII wieku istniała tu huta szkła. W 1828 Rychwałd miał 129 domów i 932 mieszkańców. W latach 1880–1890 wielu mieszkańców wyemigrowało. W 1918 wieś zajęło wojsko polskie, później została ona jednak przyznana Czechosłowacji. Podczas słowackiego powstania narodowego  w 1944 roku mieszkańcy wspierali partyzantów.

## Zabytki
- Rzymskokatolicki gotycki kościół z początku XIV wieku, przebudowany w stylu barokowym w XVII i XVIII w., posiada renesansowe malowidła ścienne z połowy XVI w.[9]
- Kaplica w stylu klasycystycznym z początku XIX w.[9]

## Kultura
We wsi jest używana gwara spiska, zaliczana przez polskich językoznawców jako gwara dialektu małopolskiego języka polskiego, przez słowackich zaś jako gwara przejściowa polsko-słowacka.